# 野尻克己
野尻 克己（のじり かつみ）は、日本の映画監督、脚本家である。

## 略歴
埼玉県出身。埼玉県立豊岡高等学校、東京工芸大学芸術学部映像学科卒業。
長く映画・テレビドラマ業界において助監督業を務めていたが、2018年に松竹ブロードキャスティングのオリジナル映画プロジェクトの第6弾の監督・脚本に抜擢され、映画『鈴木家の嘘』で映画監督デビューを果たした。
同作で第31回東京国際映画祭日本映画スプラッシュ部門作品賞、第40回ヨコハマ映画祭森田芳光メモリアル新人監督賞受賞、新藤兼人賞金賞、
第73回毎日映画コンクール脚本賞、おおさかシネマフェスティバル2019新人監督賞、第33回高崎映画祭新進監督グランプリを受賞。
第18回ニューヨーク・アジアン映画祭にてUncaged Award for Best Feature Film（最高賞）を受賞。

## 受賞歴
- 第31回東京国際映画祭日本映画スプラッシュ部門作品賞（『鈴木家の嘘』)
- 第23回新藤兼人賞 金賞（『鈴木家の嘘』）[5]
- 第40回ヨコハマ映画祭 森田芳光メモリアル新人監督賞（『鈴木家の嘘』）
- 第73回毎日映画コンクール 脚本賞（『鈴木家の嘘』）
- 第33回高崎映画祭 新進監督グランプリ（『鈴木家の嘘』）
- おおさかシネマフェスティバル 2019 新人監督賞（『鈴木家の嘘』）
- 第18回ニューヨーク・アジアン映画祭 Uncaged Award for Best Feature Film（最高賞・グランプリ）（『鈴木家の嘘』）
- 第101回ザテレビジョンドラマアカデミー賞 監督賞（中江和仁　片桐健滋と共に（『きのう何食べた？』）[6]

## フィルモグラフィー

### 長編映画
- 『鈴木家の嘘』（2018年） - 監督・脚本

### テレビドラマ
- 『くろねこルーシー』（2012年、tvk他） - 監督・脚本
- 『きのう何食べた?』（2019年、テレビ東京） - 監督
- 『きのう何食べた?正月スペシャル2020』（2020年、テレビ東京） - 監督
- 『夜のあぐら 〜姉と弟と私〜』（2022年、BS松竹東急） - 監督・脚本
- 『私小説　－発達障がいのボクが純愛小説家になれた理由－』（2023年、テレビ朝日） - 監督
- 『三ツ矢先生の計画的な餌付け。』（2024年、毎日放送） - 監督[7]

### ミュージックビデオ
- Akeboshi『点と線』（2018年） - 監督

## 編著書

### 小説
- 『鈴木家の嘘』（2020年、ポプラ社） - 同名映画のノベライズ。